# Salicylalcohol
Salicylalcohol, ook wel saligenine genoemd, is een in sommige planten en insecten voorkomende organische verbinding. Deze alcohol vormt het aglycon van salicine, een β-glycoside. Via hydrolyse in onder andere het spijsverteringskanaal komt salicylalcohol vrij. In de lever wordt salicylalcohol tot salicylzuur omgezet. Salicylzuur remt de synthese van prostaglandines door blokkering van het enzym cyclo-oxygenase (COX).
Salicylalcohol kan zowel als een derivaat van benzylalcohol als van fenol beschouwd worden. Het wordt gemakkelijk geoxideerd tot salicylaldehyde, een sterk ruikende verbinding die zowel door de plant als de insecten waarin salicylalcohol voorkomt als het eigenlijke chemisch verdedigingsmiddel gebruikt wordt.